# Monica Edwardsson
Monica Bojan Agnete Edwardsson, född 14 februari 1951 i Stockholm, är en svensk skådespelare.

## Biografi
Edwardsson gick på Scenskolan i Stockholm 1969–1972. Hon tillhörde därefter den fasta ensemblen vid Malmö stadsteater i tio år, och var sedan vid Riksteatern i tio år. Hon har även spelat på Dramaten, Stockholms stadsteater, Folkan i Stockholm och Orionteatern. Hon är kanske mest känd för titelrollen i TV-serien Nilla (1983), där hon inkännande porträtterade en ung kvinna som lever i social misär. 1986 tilldelades hon Teaterförbundets Daniel Engdahl-stipendium.

## Filmografi
- 1983 – Nilla (TV-serie)
- 1991 – Goltuppen (TV-serie)
- 1994 – Den vite riddaren (TV-serie)
- 1995 – En nämndemans död (TV-serie)
- 1995 – Snoken
- 1997 – Beck – Moneyman
- 1998 – Skärgårdsdoktorn (TV-serie)
- 2004 – Graven (TV-serie)
- 2007 – Den nya människan

## Teater

### Roller (ej komplett)
| År   | Roll                 | Produktion                                               | Regi             | Teater                 |
| ---- | -------------------- | -------------------------------------------------------- | ---------------- | ---------------------- |
| 1978 | Mikaela Löfgren      | SK 911 till Acapulco Christer Kihlman och Frej Lindqvist | Frej Lindqvist   | Stockholms stadsteater |
| 1979 | Ett topphuvud m. fl. | Elefantmannen Bernard Pomerance                          | Jurij Lederman   | Stockholms stadsteater |
| 1980 | Beba                 | Attest Pavel Kohout                                      | Hans Klinga      | Dramaten               |
| 1985 |                      | Förbjudet område Klas Östergren                          | Magnus Bergquist | Riksteatern            |
| 1988 | Zina                 | Kvinnornas Decamerone Julia Voznesenskaja                | Lars Rudolfsson  | Orionteatern           |

### Fotnoter
1. 1 2  P.O. Qvist (26 februari 2004). ”Monica Edwardsson – beskrivning”. Svensk Filmdatabas. http://www.sfi.se/sv/svensk-filmdatabas/Item/?type=PERSON&itemid=176667&iv=BIOGRAPHY. Läst 11 mars 2012.
2. ↑  Kristoffer Leandoer (8 oktober 1985). ”Klas Östergrens debutpjäs: Brutal, scenisk och rolig teater”. Dagens Nyheter:  s. På Stan 4. https://arkivet.dn.se/tidning/1985-10-08/274/20. Läst 4 februari 2022.
3. ↑  Betty Skawonius (29 december 1988). ”Rysk bok blir pjäs på Orionteatern: Kvinnor i fångenskap berättar om sina liv”. Dagens Nyheter:  s. 22. https://arkivet.dn.se/tidning/1988-12-29/353/22. Läst 7 maj 2019.